# Georgia O'Keeffe

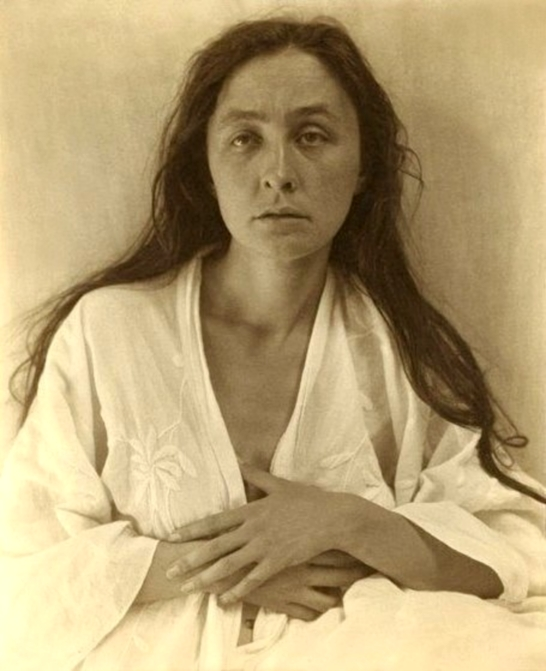
Georgia O'Keeffe, fotografi av Alfred Stieglitz 1918.

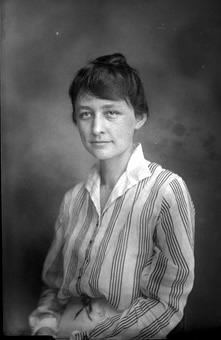
Georgia O'Keeffe 1915.

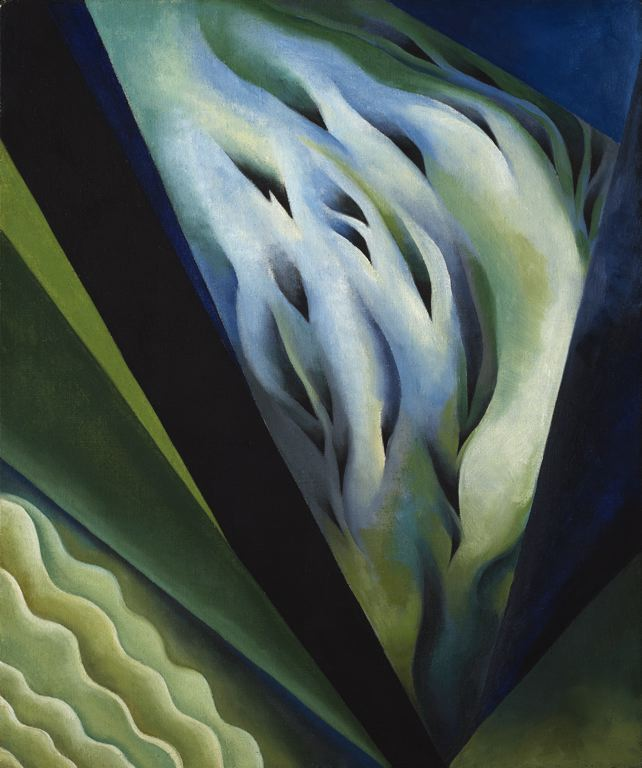
Blue and Green, 1921.

Georgia Totto O'Keeffe, född 15 november 1887 i Sun Prairie i Wisconsin, död 6 mars 1986 i Santa Fe i New Mexico, var en amerikansk målare. Hon gifte sig med fotografen Alfred Stieglitz 1924.
O'Keeffe är mest känd för sina målningar av blommor och växter, vilkas exotiska färger förstärks genom att hon har tagit dem ur deras naturliga miljö.

## Biografi

### Barndom och ungdomsår
O'Keeffe föddes i Sun Prairie i Wisconsin. Hennes föräldrar Francis Calyxtus O'Keeffe och Ida Totto O'Keeffe var mjölkbönder. Ida Tottos far, George, som Georgia fick sitt namn efter, var ungersk invandrare. Hon var den första flickan och det andra av de sju barnen i familjen. Hon gick i skolan i Town Hall School i Wisconsin och lärde sig om konst från den lokala akvarellmålaren Sarah Mann. Hon studerade vidare vid Sacred Heart Academy i Madison som inackorderad mellan 1901 och 1902. I slutet av 1902 flyttade familjen från Wisconsin till Williamsburg, Virginia, men O'Keeffe stannade kvar i Wisconsin med sin faster och studerade färdigt vid Madison High School. Hon återförenades med sin familj i Williamsburg 1903. Hon avslutade sin utbildning vid Chatham Episcopal Institute i Virginia (idag Chatham Hall), och tog examen år 1905.
År 1905 påbörjade O'Keeffe sin utbildning vid Art Institute of Chicago. Två år senare, 1907, påbörjade hon sin utbildning vid Art Students League i New York, där hon studerade tillsammans med William Merritt Chase. År 1908 vann hon Leagues William Merritt Chase-pris för sin oljemålning Untitled. Hennes pris var ett stipendium att studera vid Leagues utomhusskola vid Lake George i New York. Medan hon var i staden 1908, deltog hon under uppvisningen av Rodins vattenfärger vid Little Galleries of the Photo-Secession (senare känt som 291), ägt av hennes framtida man, fotografen Alfred Stieglitz.
I slutet av 1908 återvände O'Keeffe till Chicago där hon arbetade som illustratör, men drabbades av mässling 1910 och flyttade tillbaka hem till Virginia. Hon slutade måla 1908 när hennes familj fick ekonomiska problem och hon insåg att hon inte kunde påverka ekonomin med sitt målande. Eftersom hon inte kunde ägna sig åt det helt och hållet, slutade hon måla helt. Hon blev inspirerad och började måla igen år 1912 när hon började University of Virginias sommarskola, där hon introducerades till de senaste av Arthur Wesley Dows idéer genom Alon Bement. Dows pedagogik uppmuntrade konstnärer att uttrycka sig själva genom harmoniska kompositioner av linjer, färger och form, och detta var något som inspirerade O'Keeffes tänkande om konstnärlig utveckling. Hon föreläste om konst i allmänna skolor i Amarillo, Texas mellan 1912 och 1914 och tillbringade somrarna i Charlottesville som Bements lärarassistent fram till 1916. Hon mötte och studerade med Dow när hon påbörjade sin utbildning vid Teachers College vid Columbia University i New York i slutet av 1914. Hon praktiserade på Columbia College i Columbia, South Carolina i slutet av 1915, och återvände till Teachers College tidigt 1916 för att fortsätta kurserna.
Under tiden vid Columbia College, bestämde sig O'Keeffe för att testa Dows idéer, och genom sin abstrakta teknik målade hon serier av kolteckningar. Hon skickade några av dessa abstrakta kolmålningar till sin vän i New York, Anita Pollitzer, som visade dessa för Stieglitz den 1 januari 1916. Han blev direkt imponerad och började korrespondera med O'Keeffe. Stieglitz ställde ut tio av hennes målningar i en grupputställning som öppnades i maj vid sin studio 291; mer av hennes konst visades på samma plats i augusti och i april 1917 organiserade han O'Keeffes första utställning.
O'Keeffe hade flyttat till Texas i slutet av 1916 och där stannade hon i 18 månader. Hon blev sjuk 1917 och eftersom hon ville undvika spanska sjukan, som spred sig bland den amerikanska befolkningen år 1918, tog hon tjänstledigt från sin lärartjänst i februari samma år och flyttade från Canyon till det varmare klimatet i San Antonio. Hon och Stieglitz skickade brev till varandra och i maj 1918 fick hon en inbjudan av honom att flytta till New York för att måla i ett år. Hon anlände till New York den 10 juni.

### New York
Stieglitz erbjöd O'Keeffe att bo i hans studiolägenhet och under juli månad, hade han och O'Keeffe blivit förälskade i varandra. Han lämnade sin fru Emmeline Obermeyer Stieglitz för att leva med O'Keeffe. Hon och Stieglitz gifte sig år 1924 efter att hans skilsmässa var färdig. De tillbringade vintern och våren i Manhattan och sommaren och hösten i Stieglitz familjehus vid Lake George i staten New York. Han hade börjat ta fotografier på O'Keeffe när hon besökte honom i New York år 1917. Han fortsatte ta fotografier av henne, och i februari 1921 visades 45 av hans fotografier på en utställning vid Anderson Galleries. Många av fotografierna var tagna på O'Keeffe, bland annat utan kläder. Bilderna skapade en publiksensation.
Under O'Keeffes första år i New York lärde hon känna många tidiga amerikanska modernister som var del av Stieglitz umgänge, bland annat Charles Demuth, Arthur Dove, Marsden Hartley, Paul Strand och Edward Steichen. Strands fotografering, tillsammans med Stieglitz och många av hans vänner, inspirerade O'Keeffes konstnärsstil. Strax efter att hon flyttat till New York började hon jobba främst med olja, vilket inte var så långt ifrån när hon arbetade med främst vattenfärger under 1910-talet och 1920-talet.
O'Keeffe skapade både naturliga och arkitektoniska former i sitt målande. Hon målade sin första stora blomma år 1924, Petunia, No. 2, som visades 1925. Efter detta kom tavlor som City Night och New York Night 1926 och Radiator Bldg--Night, New York 1927.
Med början år 1923 organiserade Stieglitz nu utställningar åt sin fru årligen, och i mitten av 1920-talet hade hon blivit en av USA:s viktigaste konstnärer. Hennes arbeten såldes till höga priser; år 1928 såldes sex av hennes blommålningar för US$25 000, vilket vid den tiden var den högsta betalda summan för en grupp målningar av en amerikansk konstnär.

### New Mexico
Under sommaren 1929 åkte O'Keeffe till New Mexico med Rebecca Strand, fru till Paul Strand. De åkte till Santa Fe och därefter Albuquerque. O'Keeffe besökte New Mexico första gången 1917 där hon tillbringade flera dagar under återfärden till Texas från en semester i Colorado. Mellan 1929 och 1949 tillbringade hon delar av åren med att arbeta i New Mexico. Under sommarmånaderna i New Mexico började hon samla och måla ben, och började måla av områdets landskapsformer. Hon återvände till New York i slutet av året. Hon blev sjuk under slutet av 1932 och fick ligga inne på sjukhus för neuros till början av 1933. Hon började inte måla igen förrän januari 1934. O'Keeffe återhämtade sig i Bermuda under våren 1933 och 1934 och återvände till New Mexico under sommaren 1934. Den hösten upptäckte hon Ghost Ranch, ett område norr om Abiquiu. Öknen i området är dramatiskt färgat, stora klippor och kullar inspirerade några av hennes mest berömda landskapsbilder.
Under 1930- och 1940-talen steg O'Keeffes goda rykte och popularitet och hon fick ta emot flera priser. Hennes arbeten inkluderades i en utställning i och runt New York, och under 1940-talet blev hon tilldelad två en-kvinnoretrospektiv, det första vid Art Institute of Chicago år 1943 och ett annat år 1946 vid Museum of Modern Art i New York, det första någonsin gett till en kvinna av det museet. Hon belönades också med hedersutmärkelser av flera universitet, det första av College of William and Mary år 1938, och under mitten av 1940-talet sponsrade Whitney Museum of American Art ett projekt för att etablera den första katalogen för hennes verk.
Efter Stieglitzs död år 1946 tillbringade O'Keeffe de kommande tre åren främst i New York i hans bostad, och år 1949 flyttade hon permanent till New Mexico. Under 1950-talet producerade O'Keeffe en serie bilder med New Mexicos landskap. En av dessa bilderna är Ladder of the Moon från 1958 som är ett resultat av hennes första världsresa under det sena 1950-talet. Hon gav även ut en samling med bilder av moln, Above the Clouds I, 1962/1963, inspirerad av det hon såg från flygplansfönsterna.
År 1962 valdes hon till rådet American Academy of Arts and Letters, med plats för femtio medlemmar. Men under det tidiga 1970-talet minskade O'Keeffes synförmåga efter att hon drabbats av makuladegeneration. O'Keeffe träffade keramikern Juan Hamilton år 1973 som började göra hushållsarbetet för konstnären och snart blev hennes vän och arbetskamrat. Han lärde henne att arbeta med lera och hjälpte henne att färdigställa sin bok, Georgia O'Keeffe, publicerad 1976, samt Perry Miller Adatos videoprojekt, Georgia O'Keeffe, som visades på nationell television år 1977. Hon färdigställde sitt sista arbete i olja år 1972, The Beyond, och arbetade med vattenfärg och kol till 1978 samt blyerts till 1984.
År 1984 flyttade O'Keeffe till Santa Fe för att få närmare till medicinsk vård. Hon avled på St. Vincent's Hospital, Santa Fe den 6 mars 1986 vid 98 års ålder. Hon kremerades och hennes aska spreds runt Pedernal, berget som hon kunde se från uteplatsen vid sitt Ghost Ranch-hus. Hon hade många gånger målat denna plats och kallade den för sin egen.
O'Keeffe är representerad vid bland annat Victoria and Albert Museum, Metropolitan Museum, Statens Museum for Kunst, Museum of Modern Art, Cleveland Museum of Art, Whitney Museum of American Art, Nelson-Atkins Museum of Art, San Francisco Museum of Modern Art, Whitney Museum of American Art, Georgia O'Keeffe Museum, Art Institute of Chicago, Philadelphia Museum of Art, Smithsonian American Art Museum, National Gallery of Art,  San Francisco Museum of Modern Art, Minneapolis Institute of Art och Museo Thyssen-Bornemisza.

## Utmärkelser
Nedslagskratern O'Keeffe på planeten Venus är uppkallad efter henne.

## Galleri

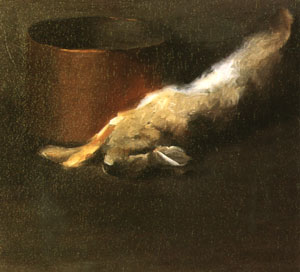
Dead rabbit with the copper pot 1908.
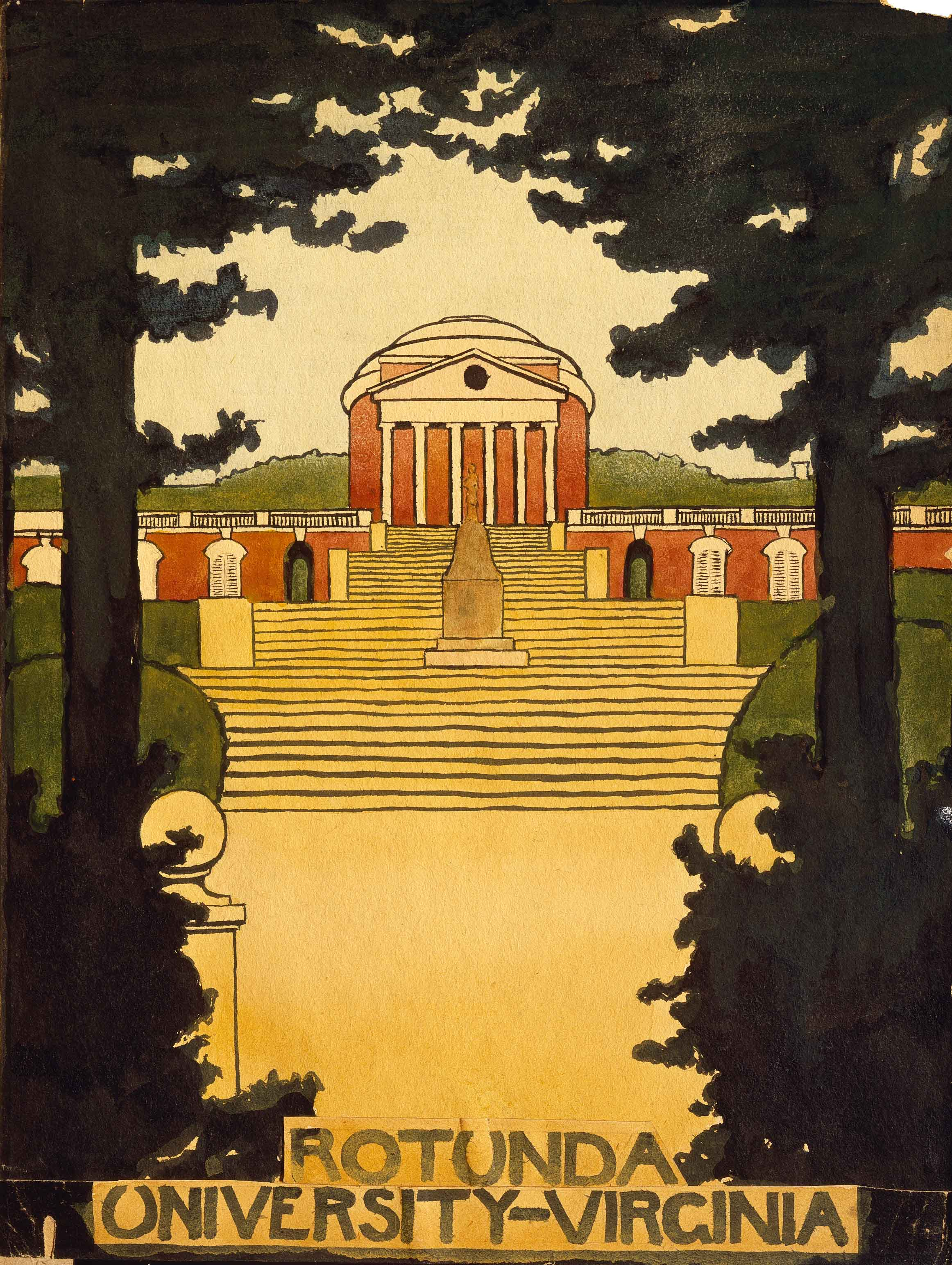
Rotunda at the University of Virginia 1914.
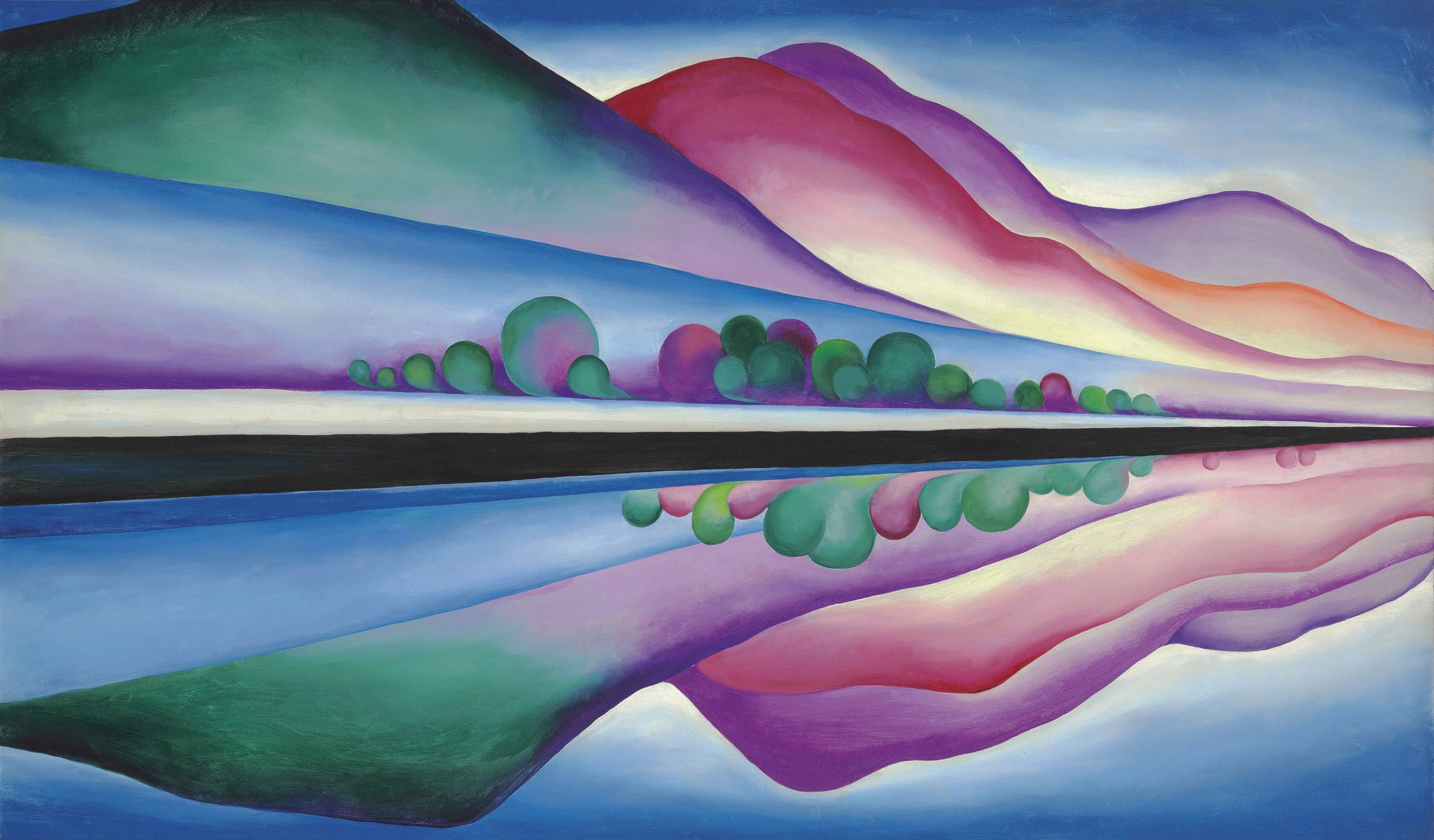
Lake George Reflection 1920.
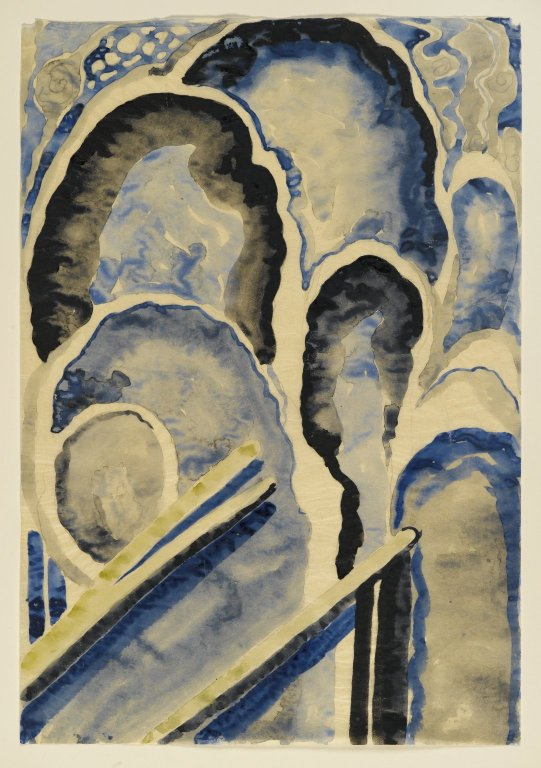
Brooklyn Museum - Blue 1. 1916.
Sunrise, watercolor 1916.
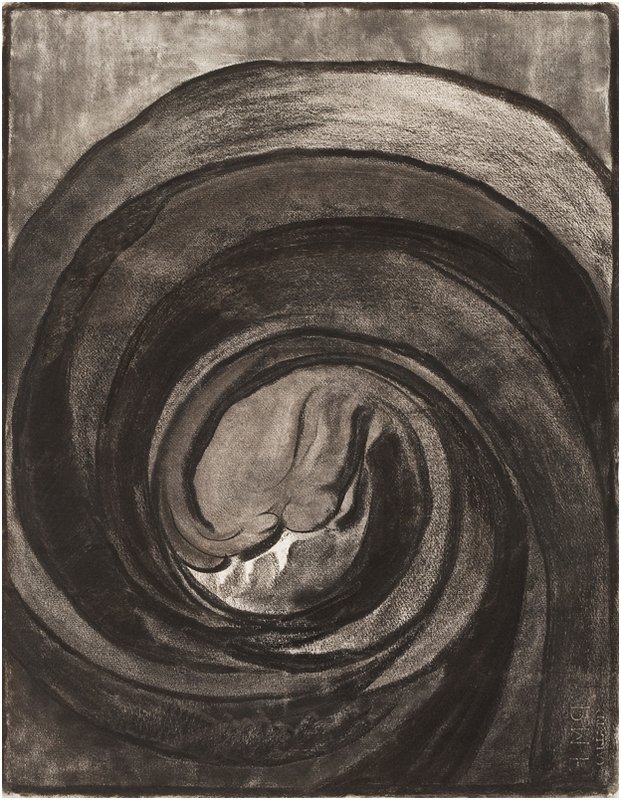
No. 8 Special, 1916.
Light Coming on the Plains No. II, 1917.
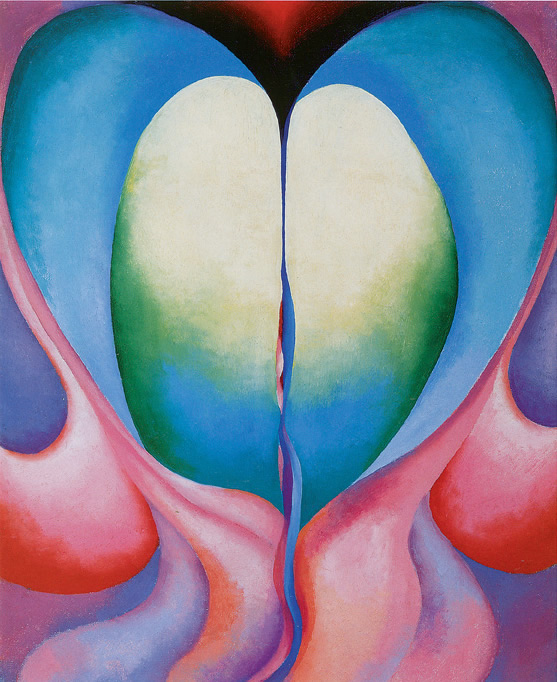
Series 1, No.8 1919.
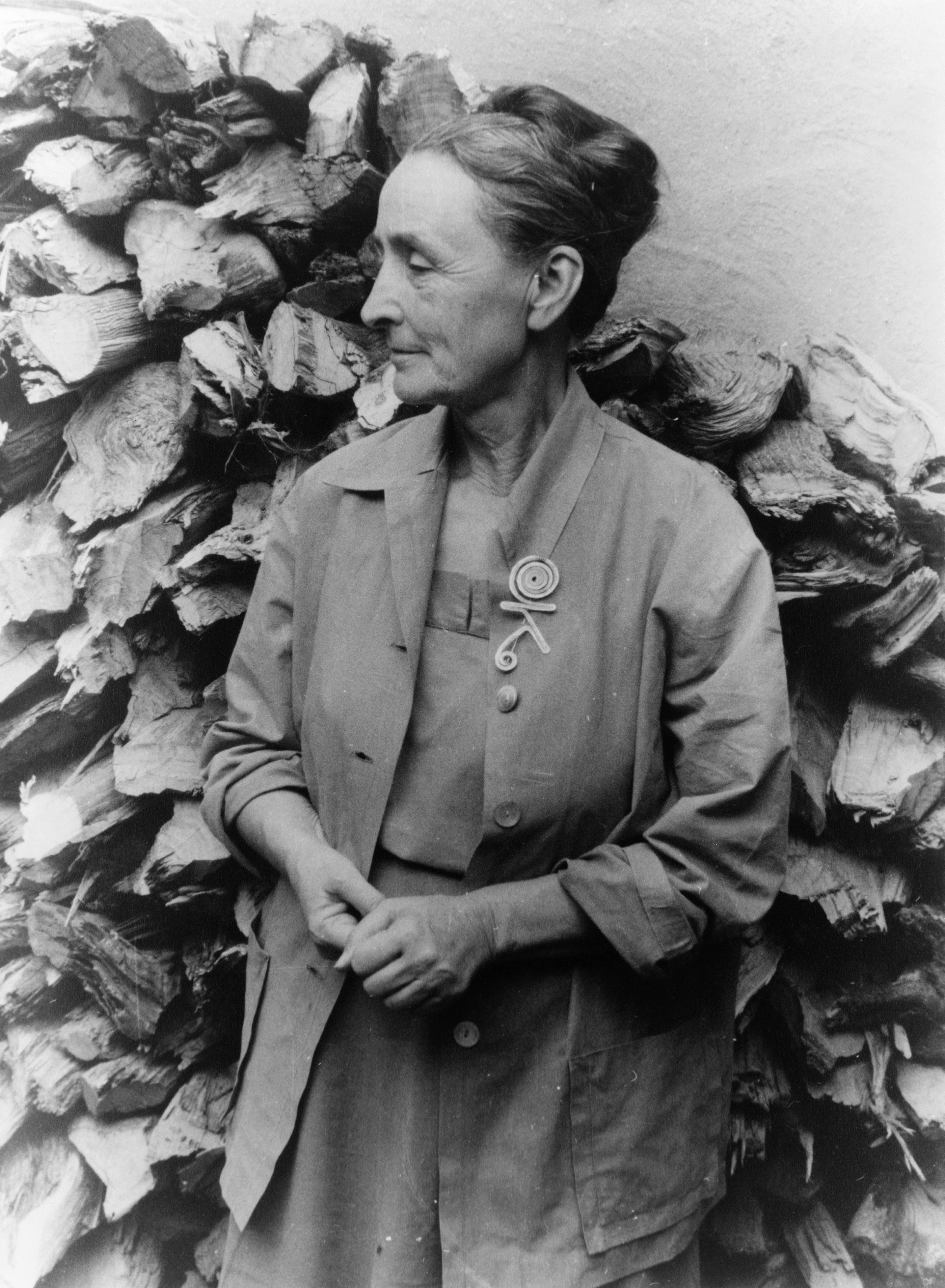
Georgia O'Keeffe 1950.